# أبان بن صالح
أبان بن صالح بن عمير بن عبيد القرشي أبا عبيد أو أبو بكر المدني وقيل : المكي. أصله من العرب، وأصابه سباء في الجاهلية، وهو جد عبد الله بن عمر بن محمد ابن أبان الجعفى. ولد أبان بن صالح سنة 60 هـ، ومات بعسقلان سنة 115 هـ، وهو ابن خمس وخمسين سنة.
كان أبا عبيد من سبى خزاعة، الذين أغار عليهم الرسول محمد، يوم بنى المصطلق، فوقع إلى أسيد بن أبي العيص بن أمية، فصار بعد ذلك إلى عبد الله بن خالد بن أسيد بن أبي العيص بن أمية، فأعتقه.

## شيوخة
حَدث أبان بن صالح عن كلاً من :-
- أنس بن مالك
- الحسن بن أبي الحسن البصري
- الحسن بن محمد بن علي بن أبي طالب
- الحسن بن مسلم بن يناق
- الحكم بن عتيبة
- ربيعة بن عباد
- شهر بن حوشب
- عطاء بن أبي رباح
- عطاء بن يسار
- علي بن عبد الله بن عباس
- عمر بن عبد العزيز
- الفضل بن معقل بن سنان الأشجعي
- القعقاع بن حكيم
- مجاهد بن جبر
- محمد بن كعب القرظي
- محمد بن مسلم بن شهاب الزهرى
- منصور بن المعتمر
- نافع مولى ابن عمر

## تلاميذه
حَدث عن أبان بن صالح كلاً من :-
- إبراهيم بن أبي عبلة
- أسامة بن زيد الليثي
- إسحاق بن عبد الله بن أبي فروة
- الحارث بن يعقوب
- خالد بن إلياس
- سعد بن إسحاق بن كعب بن عجرة
- عبد الله بن عامر الأسلمى
- عبد الملك بن عبد العزيز بن جريج
- عبيد الله بن أبي جعفر
- عقيل بن خالد
- محمد بن إسحاق بن يسار
- محمد بن خالد الجندي
- محمد بن عجلان
- موسى بن خلف العمى
- موسى بن عبيدة الربذي

## قيل عنه
- قال عثمان بن سعيد الدارمى عن يحيى بن معين : ثقة.[1]
- قال أحمد بن عبد الله بن صالح العجلي، ويعقوب بن شيبة السدوسى، وأبو زرعة وأبو حاتم الرازيان: ثقة.[1]
- قال النسائي : ليس به بأس.[1]

## فيالجرح والتعديل
وثقه ابن حبان وأخرج في «صحيحه» حديثه عن مجاهد عن جابر في النهى عن استقبال القبلة ببول أو غائط.
و قال ابن عبد البر :حديث جابر ليس صحيحا لأن أبان بن صالح ضعيف.
و قال ابن حزم :أبان ليس بالمشهور.
رد الحافظ ابن حجر العسقلاني على قول ابن عبد البر وابن حزم في أبان بن صالح فقال:وهذه غفلة منهما وخطأ تواردا عليه فلم يضعف أبان هذا أحد قبلهما ويكفى فيه قول ابن معين ومن تقدم معه فيه